# И в бедности и в богатстве
«И в бедности и в богатстве» (англ. «For Richer or Poorer») — американская комедия 1997 года с участием Кёрсти Элли и Тима Аллена.

## Сюжет
Нью-йоркский бизнесмен Брэд Сэкстон и его жена Кэролайн пышно празднуют 10-летнюю годовщину своего брака. На вечеринку приглашены многочисленные светские друзья и партнёры по бизнесу. Все поздравляют счастливую супружескую чету. Однако семейное счастье — всего лишь показные улыбки, супруги давно уже не испытывают друг к другу тёплых чувств. После вечеринки они принимают решение развестись.
А несколькими часами ранее сотрудники Налогового Управления в ходе проверки обнаружили факты мошенничества в уплате налогов Брэда Сэкстона на сумму в 5,5 миллионов долларов. Боб, бухгалтер Сэкстона, принимал участие в проверке и, поскольку именно он повинен в мошенничестве и растратах, он предпочитает улететь из страны, чтобы избежать судебного разбирательства и тюрьмы. А за ничего не подозревающим Брэдом Сэкстоном начинают охотиться сотрудники Федерального Налогового Управления…
Скрываясь от преследования, Брэд и Кэролайн попадают в общину амишей, где среди зелёных полей, аккуратных домиков консервативных христиан и их старомодных нравов им предстоит научиться многое делать своими руками и переосмыслить свою жизнь и отношение друг к другу.

## В ролях
- Тим Аллен — Брэд Сэкстон
- Кёрсти Элли — Кэролайн Сэкстон
- Джей О. Сандерс — Сэмюэль Йодер
- Меган Кавана — Левиния Йодер
- Кэрри Престон — Ребекка Йодер
- Розмари Ноуэр — Бабушка Йодер
- Дэвил Харшейд — Дедушка Йодер
- Кэти Мур — Анна Йодер
- Майкл Ангарано — Сэмми Йодер
- Бобби Стеггерт — Сэмюэль-младший
- Моника Дитер — Ханна Йодер
- Ричард Пелцман — Джонатан Йодер
- Стефан Александер — настоящий Джозеф Йодер
- Йоханна Кокс — настоящая Эмма Йодер
- Джон Пайпер-Фергюсон — Хеннер Лэпп
- Теренс Карриер — Старейшина Джозеф
- Хэл Хендерсон — Старейшина Томас
- Уэйн Найт — Боб Лачман
- Этан Филипс — Джерри
- Холли Радкин — Мэри
- Кристалл Бок — Пенни
- Мадлен Магер — Сара
- Мигель А. Нуньес-младший — Фрэнк Холл
- Ларри Миллер — Дерек Лестер
- Джон Капонера — Дэйв
- Майкл Лернер — Фил Клейнман
- Марла Мейплз — Синтия
- Джун Клэман — Судья Норткатт
- Майкл Хауэлл — судебный пристав

## Интересные факты
В качестве названия взята строка из свадебного обета, произносимого в ходе церемонии католического бракосочетания.